# Horní Blatná (stacja kolejowa)
Horní Blatná – stacja kolejowa w miejscowości Horní Blatná, w kraju karlowarskim, w Czechach. Znajduje się na wysokości 870 m n.p.m.
Jest zarządzana przez Správę železnic. Na stacji nie ma możliwości zakupu biletów, a obsługa podróżnych odbywa się w pociągu.

## Linie kolejowe
- 142 Karlovy Vary dolní nádraží - Johanngeorgenstadt